# Neviditelné náboženství

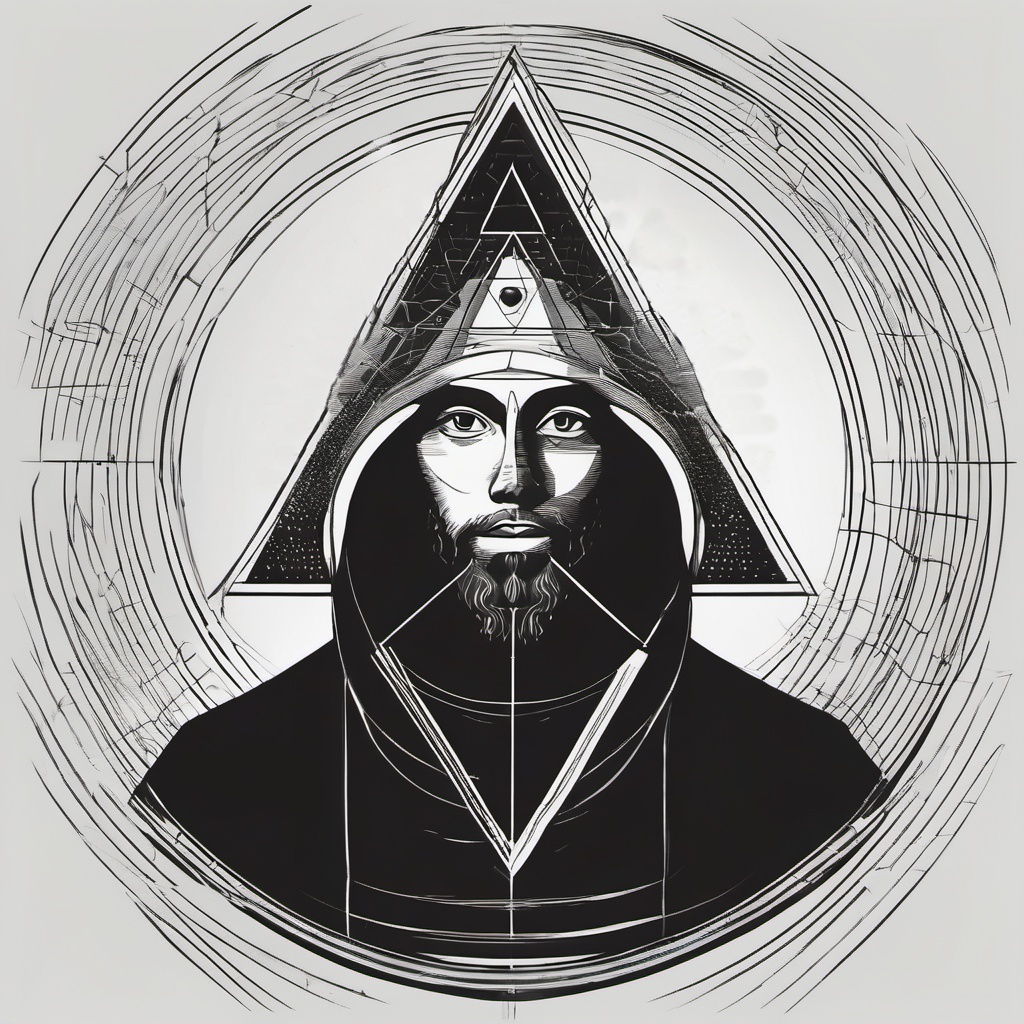

Neviditelné náboženství je fenomén 20. a 21. století, ve kterém prostupují náboženské prvky do myšlení a každodenního života jedince moderní konzumní společnosti. Termín byl poprvé představen sociologem Thomasem Luckmannem (1927-2016) v eseji Problém náboženství v moderní společnosti.
Pro pochopení Luckmannova pojetí neviditelného náboženství je důležitý funkcionalistický přístup. Ten se zaměřuje nikoliv na konkrétní obsahovou definici pojmu náboženství, nýbrž na to, jaký společenský užitek naplňuje. Z toho vyplývá Luckmannovo radikální tvrzení, že „náboženské samo o sobě je jádrem společenského“.
Pod pojmem „neviditelné náboženství“ se rozumí forma individuální religiozity jednotlivce, spjatá s odstupem od čistě veřejného institucionalizovaného chápání náboženství. Primárně je kladen důraz na individualismus a svobodu vlastního výběru. Lidé nezávisle na obecně známých dogmatech praktikují osobní přesvědčení v nejrůznějších formách dle svých preferencí a vkládají hlubší význam do smyslu každodenního života.
Moderní společnost je utvářena radikálními změnami v chování jednotlivců následkem průmyslové revoluce. Vlivem pokroku, movitého stylu života a nátlakem společnosti je role silné rodiny potlačována, což má na zbožnost a tradice neblahý vliv. Většina lidí žijící v moderní industrializované společnosti se již nepovažuje za vzájemně svázané oficiálně institucionalizovanými náboženskými komunitami, dogmaty a rituály. Za těchto okolností Luckmann souhlasí s tím, že moderní sociální struktury jsou „sekulární“. Přesto však je jednou z hlavních Luckmannových tezí myšlenka, že lidské bytosti v moderní společnosti bez ohledu na to, jak se jejich životy liší od života v jiných kulturách a společnostech, neztratili zbožnost, která charakterizovala lidský život už od pradávna. Tudíž ani hluboké společenské a kulturní změny, které stvořily „modernitu“ nezměnily zásadně podstatu lidské existence.
V knize The Invisible Religion (1967) obohacuje Luckmann definici náboženství a kvalifikuje jej jako vnitřní modality transcendentního procesu Já a světa patřícího k symbolickým a kognitivním aspektům lidského druhu. Takový proces představuje dvojí modalitu: (1) organismus se stává sám sebou, když se spolu s ostatními věnuje budování vesmíru objektivního a morálního významu, a (2) překročení biologické přírody je univerzálním fenoménem lidstva. Podle Luckmanna světonázor jako objektivní a historická společenská realita plní v podstatě náboženskou funkci a lze jej definovat jako elementární formu náboženství. V průběhu dějin existovaly společnosti charakterizované šířením náboženských obřadů, které byly vyjádřeny zkušeností a uznáním mimořádného. Hranice mezi každodenním životem a neobyčejností však zdaleka není jednoznačná, a proto k teoretickému zpracování posvátna nedošlo.
Příkladem Luckmannova otevřeného pojetí náboženství mohou být například esoterická hnutí New Age 20. století, ale také sporty jako kulturistika, jóga nebo fotbal. Podle Luckmanna lze za náboženství označit i další tzv. „náhradní“ náboženství na této straně světa, jako je veganský životní styl. Debata mezi věcnými a funkčními definicemi náboženství pokračuje v rámci subdisciplíny sociologie náboženství. Hervieu-Légerova kniha La religion pour mémoire obsahuje diskusi o souvisejících otázkách. V rámci této debaty stojí Luckmannova představa o neviditelném náboženství v jednom extrému – je to nejobsáhlejší ze všech definic a bude upřednostňována těmi, kteří považují funkční přístupy za uspokojivější než ty věcné. Luckmannova analýza zůstává však pevná, nehledě na definiční debatu. Náboženství je přítomno v nespecifické formě ve všech společnostech a u všech socializovaných jedinců. Je to součást lidského stavu.